# Paul Monsky
Paul Monsky (17 de junho de 1936) é um matemático estadunidense, que trabalha com teoria dos números, geometria algébrica e álgebra comutativa
Monsky obteve um doutorado na Universidade de Chicago em 1962, orientado por Walter Baily, com a tese The automorphism groups of algebraic curves. Foi desde o começo da década de 1970 professor da Universidade Brandeis, onde tornou-se professor emérito.
Foi palestrante convidado do Congresso Internacional de Matemáticos em Nice (1970 -One dimensional formal cohomology).